# A.C. Cesena

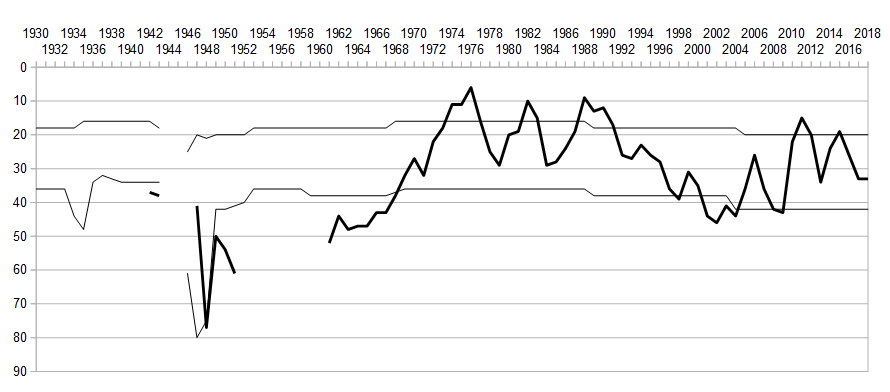
Sự tiến bộ của Cesena trong cấu trúc giải đấu bóng đá Ý kể từ khi thành lập câu lạc bộ vào năm 1940.

AC Cesena, thường được gọi là Cesena (phát âm tiếng Ý: [tʃɛˈzeːna]), là một câu lạc bộ bóng đá Ý có trụ sở tại Cesena, Emilia-Romagna. Câu lạc bộ đã dành phần lớn lịch sử câu lạc bộ trong các giải đấu chuyên nghiệp như Serie A và Serie B, nhưng bị phá sản và giải thể trong năm 2018. Một câu lạc bộ khác từ Cesena, ASD Romagna Centro Cesena, tuyên bố là đội kế nhiệm.
Câu lạc bộ được thành lập vào năm 1940 và giành được sự thăng hạng đầu tiên cho Serie A vào năm 1973. Kể từ đó, câu lạc bộ đã ở Serie A tổng cộng 13 mùa, đạt thành tích tốt nhất vào năm 1976 với vị trí thứ sáu và một thời gian ngắn ở UEFA Cup mùa tiếp theo. Bốn lần thăng hạng khác ở Serie A đã đạt được vào các năm 1981, 1987, 2010 (sau hai lần thăng hạng liên tiếp   - từ giải đấu thứ ba (Lega Pro) năm 2009 và từ Serie B năm 2010, cả hai đều giành chiến thắng trong trận đấu cuối cùng của mùa giải) và 2014.

## Lịch sử
Được thành lập vào năm 1940, Cesena đến Serie B vào năm 1968 và được thăng cấp lên Serie A lần đầu tiên vào năm 1973. Với những cầu thủ như Pierluigi Cera và Gianluigi Savoldi, câu lạc bộ đã thi đấu và hoàn thành vị trí thứ 11 trong mùa giải đầu tiên của họ, lặp lại kết thúc vào năm sau. Trong mùa giải 1975-76, Cesena gây bất ngờ cho Italia khi kết thúc thứ sáu và sau đó đủ điều kiện tham dự UEFA Cup. Vinh quang chỉ tồn tại trong một thời gian ngắn và họ sẽ xuống hạng vào năm sau.
Lần thứ hai thăng hạng lên Serie A sau năm 1981 và kết thúc ở vị trí thứ 10 trước khi bị xuống hạng một lần nữa vào năm 1983, ở lại Serie B trong bốn năm. Sau khi giành chiến thắng trong trận play-off, họ đã trở lại Serie A trong 1987-88 và tận hưởng kỳ nghỉ bốn năm, đủ ngoan ngoãn để tránh xuống hạng trong thời gian này.
Sau khi xuống hạng năm 1991, Cesena có một cơ hội khác để trở lại Serie A năm 1994. Với những cầu thủ như Alessandro Teodorani, Emiliano Salvetti, Luigi Piangerelli, Aldo Dolcetti và Dario Hzigner, đây là một đội có khả năng đáng kể. Họ đã bằng điểm số với Padova, tuy nhiên, và thua một trận play-off thăng hạng sẽ là một cú đánh cay đắng cho câu lạc bộ, đội sẽ phải xuống hạng Serie C1 vào năm 1997. Trong lần thăng hạng tiếp theo, một trận play-off xuống hạng chống lại Pistoiese năm 2000 đưa họ ở lại bốn năm trong giải hạng ba.
Trong cuộc tranh tài Serie B 2005-06, Cesena bất ngờ nổi lên như một ứng cử viên cho việc thăng hạng lên Serie A, kết thúc ở vị trí thứ sáu và do đó đủ điều kiện cho vòng play-off thăng hạng. Họ đã thoát khỏi sự xuống hạng mùa giải tiếp theo, nhưng không phải trong năm 2007-08.
Chiến dịch đầu tiên của Cesena tại Serie C1, giờ đã đổi tên thành Lega Pro Prima Divisione, bắt đầu với cựu huấn luyện viên Foligno, ông Dockpaolo Bisoli làm huấn luyện viên trưởng mới. Trong suốt mùa giải, Cesena nhanh chóng nổi lên như một ứng cử viên lớn cho việc thăng hạng trực tiếp, và đã giành được vị trí đầu tiên trong giải đấu vào Vòng 33, chỉ còn một trận đấu và có lợi thế hai điểm cho những người thách đấu Pro Patria. Vào tuần cuối cùng của mùa giải, trận hòa 0-0 của Cesena với Verona, kết hợp với trận hòa 0-0 của Pro Patria với Padova, đã mang lại cho bianconeri chức vô địch và thăng hạng trực tiếp trở lại Serie B, chỉ sau một mùa giải ở hạng ba Ý. Cesena đã đi đến vị trí thứ 3 tại Vòng 33, một điểm sau Brescia trong mùa giải 2009-10. Cesena có được lần thăng hạng thứ hai liên tiếp sau chiến thắng 1-0 trước Piacenza và trận thua 2-1 của Brescia ở Padua trước Padova vào ngày 30 tháng 5 năm 2010, kết thúc 19 năm vắng bóng ở Serie A.

### Serie A và B
Cesena trở lại Serie A sau 19 năm vắng bóng vào năm 2010. Sau mùa giải 2011-12, Cesena bị xuống hạng từ hạng cao nhất đến Serie B.
Kể từ khi xuống hạng, Cesena cũng tái cấu trúc tài chính của mình, công ty đã hoàn trả việc sáp nhập với công ty cổ phần trung gian Cesena 1940 Srl vào tháng 12 năm 2012. Công ty nắm giữ 98,23% cổ phần của AC Cesena SpA. Sau khi sáp nhập, một công ty cổ phần trung gian khác, Opera Cesena Calcio Srl, đại diện bởi Igor Campedelli (từ nhà đầu tư vô danh thông qua Romagna Sport Srl), trước đây sở hữu 65,03% cổ phần của Cesena 1940 Srl, đã bán 27,6% cổ phần của Cesena cho GMG Srl, một công ty của Giorgio Lugaresi, đã sở hữu 30,06% cổ phần của Cesena 1940 Srl trước khi sáp nhập. Vào ngày 24 tháng 4 năm 2013 Giorgio Lugaresi đã được bầu lại làm chủ tịch của AC Cesena SpA. Sau các giao dịch, câu lạc bộ cũng đã tái cấp vốn 9,5 triệu euro trong mùa 2013-14 để tránh phá sản, mà GMG Srl thông qua công ty con Cesena & Co. Scarl, đã nắm giữ 9,499,000 trong số 9.500.000 cổ phiếu (99.9895%) của Cesena kể từ ngày 30 tháng 6 năm 2014, với giá trị danh nghĩa là € 1 mỗi cổ phiếu. Vào tháng 2 năm 2014, Cesena đã bị điều tra hình sự vì tội lừa đảo trong thời đại Campedelli. Campedelli đã bị cấm 6 tháng vào tháng 3 năm 2013 bởi FIGC.
Bất chấp những khó khăn về tài chính, Cesena đã giành được thăng hạng trở lại Serie A vào ngày 18 tháng 6 năm 2014, chiến thắng Latina ở vòng playoffs chung cuộc 4- 2. Trong trận đấu đó, hầu hết các cầu thủ (12 trên 20) được cho mượn từ các câu lạc bộ khác, chỉ có 4 cầu thủ theo hợp đồng của Cesena trong đội hình xuất phát (Renzetti, De Feudis, Garritano và Defrel) và 4 cầu thủ trên băng ghế dự bị (Alberto Iglio, Consolini, Rodríguez và Succi). Về mặt tài chính, Cesena đã có thêm một năm EBITDA âm trong mùa 2013-14, với giá khoảng 11 triệu euro, nếu không bao gồm lợi nhuận từ giao dịch cầu thủ từ tính toán.
Vào tháng 9 năm 2016, câu lạc bộ và cựu chủ tịch Campedelli cũng bị công tố viên kiện vì sai sót kế toán trong trao đổi cầu thủ (Fabbri - Palumbo  cũng như Nagatomo - Caldirola - Garritano ) Cuối cùng, các giám đốc không được phép do hết thời gian tố tụng  nhưng câu lạc bộ đã chọn nhận tội với mức phạt 80.000 euro.
Vào tháng 6 năm 2018, Cesena đã bị buộc tội vì kế toán sai một lần nữa trong vụ trao đổi cầu thủ với Chievo. Công tố viên yêu cầu xử phạt Cesena tối đa 15 điểm, cáo buộc thẻ giá trong các giao dịch bị thổi phồng. Tuy nhiên, vì Cesena đã bị giải thể vào năm 2018, câu lạc bộ đã không bị phạt. Kháng cáo lên một bộ phận của Ủy ban Olympic quốc gia Ý, nêu rõ việc khấu trừ điểm nên được áp dụng cho mùa 2017-18, khiến Virtus Entella, đội đã xuống hạng vào mùa 2017 tái nhập trở lại 2018-19 Serie B.
Vào ngày 16 tháng 7 năm 2018 Cesena tuyên bố phá sản và bị cấm tham gia 2018-19 Serie B.

## Câu lạc bộ thay thế
Vào tháng 7 năm 2018 ASD Romagna Centro, hay còn gọi là Romagna Centro, đã áp dụng để đổi tên thành "Cesena FC", như một câu lạc bộ phượng hoàng của AC Cesena.

## Màu sắc và huy hiệu
Màu sắc của đội là đen và trắng.

## Danh hiệu
- Serie B:
  - Á quân (3): 1972-73, 1981-82 (Chia sẻ với Genoa), 2009-10
  - Chiến thắng trận play-off (2): 1986-87, 2013-14
- Serie C / Serie C1 / Lega Pro:
  - Vô địch (3): 1967-68, 1997-98, 2008-09
  - Chiến thắng trận play-off (1): 2003-04
- Coppa Italia Serie C:
  - Vô địch (1): 2003-04
  - Á quân (1): 1997-98
- Prima Divisione:
  - Vô địch (1): 1940-41
- Serie D:
  - Vô địch (1): 1959-60
- Vùng Promozione:
  - Vô địch(2): 1952-53, 1956-57